# 2022 par pays en Océanie
Cette page présente des informations par pays, mais est généralement incomplète. Pour des informations thématiques et plus complètes sur les événements de l'année 2022 dans la région, voir la page : 2022 en Océanie.
2020 par pays en Océanie - 2021 par pays en Océanie - 2022 par pays en Océanie - 2023 par pays en Océanie - 2024 par pays en Océanie
2020 en Océanie - 2021 en Océanie - 2022 en Océanie - 2023 en Océanie - 2024 en Océanie

## Australie
L'Australie décide de reporter l'ouverture de ses frontières au grand public à 2022.
Des élections législatives et sénatoriales fédérales devront se tenir au plus tard le 30 juin 2022.
- 8 mars : le Premier ministre Scott Morrison a déclaré une urgence nationale en réponse aux inondations en cours qui à fait plus de vingt morts[3].
- 21 mai : Anthony Albanese sort vainqueur des élections législatives de 2022, mettant fin à neuf années de gouvernement conservateur en australie Anthony Albanese devient premier le 23 mai[4].

## Îles Cook
- 1er août : élections législatives.

## Fidji
- 24 décembre : Sitiveni Rabuka est confirmé Premier ministre par le Parlement, dix jours après les élections législatives, et met un terme à plus de quinze ans de pouvoir de Frank Bainimarama.

## Nauru
- 24 septembre : élections législatives.
- 28 septembre : Russ Kun est élu président de la République de Nauru.

## Nouvelle-Calédonie
- x

## Nouvelle-Zélande
- x

## Papouasie-Nouvelle-Guinée
- 2 au 22 juillet :  élections législatives.
- 16 juillet : dix personnes sont tuées et deux autres sont blessées lorsque des hommes armés attaquent des civils à Nduga Regency, Highland Papua, Indonésie. L'Armée de libération nationale de Papouasie occidentale est responsable de l'attaque[5].
- 11 septembre : un séisme fait moins cinq morts[6].

## Polynésie française
- x

## Samoa
- 23 août : élection du chef de l'État, Va'aletoa Sualauvi II est réélu.

## Tonga
- 15 janvier : Les Tonga sont frappées par des chutes de cendres et un tsunami après l'éruption de Hunga Tonga, détruisant des maisons alors que les habitants luttent pour trouver un terrain plus élevé. D'autres pays du Pacifique ont également conseillé à leurs citoyens de rechercher des terrains plus élevés[7].

## Vanuatu
- 21 juillet : élection présidentielle, Nikenike Vurobaravu  est élu président et prend ses fonctions le 23 juillet suivant.
- 13 octobre : élections législatives.

## Wallis-et-Futuna
- 12 juin : élections législatives, Mikaele Seo est élu député.